# Rudy Van Gelder

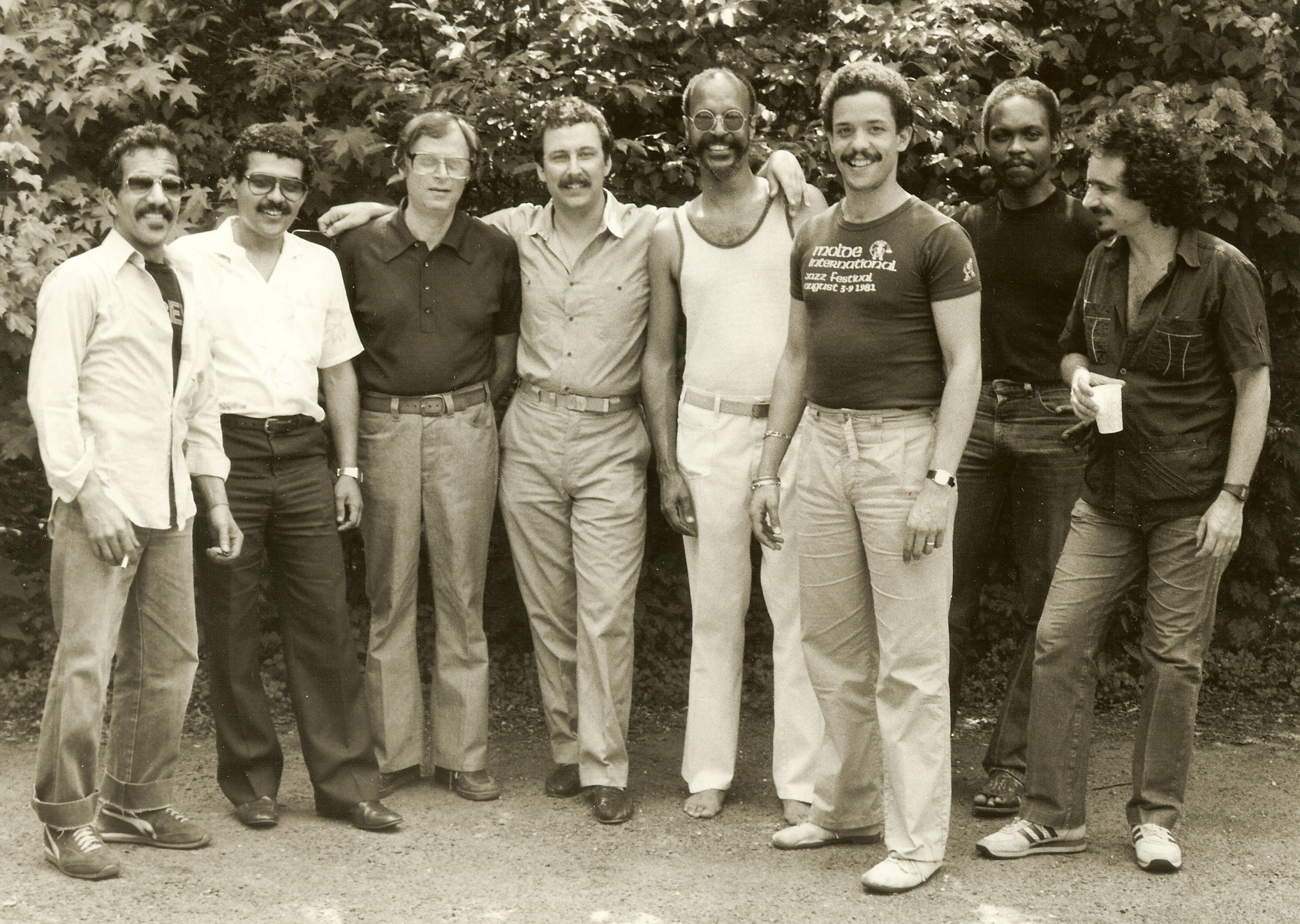
Rudy Van Gelder derde van links, samen met Roger Dawson Septet

Rudy Van Gelder (Jersey City (New Jersey), 2 november 1924 – Englewood Cliffs, 25 augustus 2016) was een Amerikaans geluidstechnicus, gespecialiseerd in jazzopnames. Hij wordt ook omschreven als "de architect van het geluid van de moderne jazz". Hij is de zoon van Nederlandse emigranten.
In de tijd dat hij overdag werkte als optometrist, maakte hij al bandopnames van vrienden, waarbij hij de huiskamer van zijn ouders als opnamestudio gebruikte. Omstreeks 1952 introduceerde een van deze vrienden, baritonsaxofonist Gil Melle, hem bij Alfred Lion, de producer van Blue Note Records. Binnen enkele jaren was Van Gelder uitgegroeid tot een legendarische geluidstechnicus die ook voor onafhankelijke studio’s als Prestige Records en Savoy Records ging werken.
In 1959 verhuisde hij naar een grotere opnamestudio in Englewood Cliffs. Daar nam in 1964 John Coltrane zijn A Love Supreme op, een opname die indertijd een diepe indruk maakte – en nog steeds maakt.
Merkwaardig genoeg nam Van Gelder in de jaren 70 ook enkele albums op van het ‘lichtere genre’, zoals van Astrud Gilberto en Os Mutantes.
Over Van Gelders opnametechniek werd vaak gezegd dat die een extra dimensie aan de muziek toevoegde door de warme tonen. Critici vinden echter met name ‘zijn’ pianoklanken dun en haperend.
De laatste jaren remasterde hij zijn oude mono-opnames van Blue Note-albums naar 24-bits stereo-opnames in de RVG Edition-serie.
In 2004 werd hem tijdens het North Sea Jazz Festival in Den Haag een Bird Award Special Appreciation toegekend voor zijn baanbrekende werk.
Meest recentelijk in 2010 heeft Rudy de cd Englewood Cliffs Sessions opgenomen met Rob Mostert in zijn studio in New Jersey USA. Rob Mostert is een van de bekendste Hammondspelers in Nederland. Het verhaal is dat Rob Rudy belde met de vraag of hij een cd met hem wilde opnemen. De eerste vraag die Rudy stelde toen hij de telefoon opnam was "is this a sales call?". Sales Call is de zevende track van de cd geworden.
- Bibsys: 2111536
- Gemeinsame Normdatei: 133648508
- International Standard Name Identifier: 0000 0000 1969 1076
- Library of Congress Control Number: no00020144
- MusicBrainz: f0707f1d-55e1-46b6-8a9c-05d508e09a73
- Nationale Bibliotheek van Israël: 987011337852805171
- Nationale Bibliotheek van Polen: a0000003738939
- Réseau des bibliothèques de Suisse occidentale: 02-A018764538
- Istituto Centrale per il Catalogo Unico: TSAV471001
- Système universitaire de documentation: 261837362
- Virtual International Authority File: 62743208
- WorldCat: E39PBJyx9QYfPBTHJCGtqyP84q